# Isabel Lohau
Isabel Lohau, geborene Herttrich,  (* 17. März 1992 in Hersbruck) ist eine deutsche Badmintonspielerin.

## Karriere
Isabel Lohau wurde 2007 deutsche U15-Vizemeisterin im Damendoppel. 2010 erkämpfte sie sich ihren ersten Erfolg bei den Erwachsenen, als sie bei den nationalen Titelkämpfen Bronze im Damendoppel mit Inken Wienefeld gewann. 2012 konnte sie mit der deutschen Damennationalmannschaft die Goldmedaille bei der Mannschaftseuropameisterschaft erringen. 2020 siegte sie im gemischten Doppel bei den Denmark Open mit Mark Lamsfuß. Beide gewannen als erste deutsche Paarung in der Historie der im Jahr 1968 eingeführten Europameisterschaften den Titel im Mixed. Im Finale am 30. April 2022 bezwangen die Weltranglisten-Fünfzehnten als Nummer vier der Setzliste Thom Gicquel und Delphine Delrue mit 16:21, 22:20, 21:16.
Isabel Lohau hat bei den TotalEnergies BWF World Championships 2022 die Bronzemedaille im Gemischten Doppel gewonnen und damit deutsche Badmintongeschichte geschrieben: Die zu dem Zeitpunkt amtierende Europameisterin in dieser Disziplin holte mit ihrem Partner Mark Lamsfuß als erstes Mixed des Deutschen Badminton-Verbandes in der Geschichte der im Jahr 1977 eingeführten Individual-Weltmeisterschaften Edelmetall. Bislang war es bei Titelkämpfen dieser Art einzig in der Disziplin Dameneinzel DBV-Assen gelungen, sich eine Medaille zu sichern. Nachdem die Weltranglistenzwölften im Achtelfinale die Titelverteidiger und Weltranglistenersten Dechapol Puavaranukroh/Sapsiree Taerattanachai aus Thailand (Setzplatz 2) sowie wie im Viertelfinale die Weltranglistensiebten Tang Chun Man/Tse Ying Suet aus Hongkong (Setzplatz 6) besiegt hatten, erwiesen sich im Halbfinale die Weltranglistendritten Yuta Watanabe/Arisa Higashino aus Japan als zu stark für Mark Lamsfuß/Isabel Lohau. Die japanischen Vizeweltmeister von 2021 erreichten durch einen 21:8, 21:6-Erfolg zum wiederholten Mal das WM-Finale.

## Sportliche Erfolge
| Saison    | Veranstaltung                    | Disziplin         | Platz | Name                                                           |
| --------- | -------------------------------- | ----------------- | ----- | -------------------------------------------------------------- |
| 2006/2007 | Deutsche Einzelmeisterschaft U15 | Damendoppel       | 2     | Isabel Herttrich (TSV Lauf) / Inken Wienefeld (VfL 93 Hamburg) |
| 2009/2010 | Deutsche Einzelmeisterschaft     | Damendoppel       | 3     | Isabel Herttrich (TSV Lauf) / Inken Wienefeld (VfL 93 Hamburg) |
| 2010      | Juniorenweltmeisterschaft        | Gemischtes Doppel | 3     | Max Schwenger / Isabel Herttrich                               |
| 2011      | Junioreneuropameisterschaft      | Gemischtes Doppel | 3     | Max Schwenger / Isabel Herttrich                               |
| 2011      | Junioreneuropameisterschaft      | Damendoppel       | 3     | Isabel Herttrich / Inken Wienefeld                             |
| 2012      | Mannschaftseuropameisterschaft   | Damenteam         | 1     | Deutschland                                                    |
| 2012      | Slovenian International          | Damendoppel       | 1     | Isabel Herttrich / Inken Wienefeld                             |
| 2012      | Swiss International              | Gemischtes Doppel | 1     | Peter Käsbauer / Isabel Herttrich                              |
| 2013      | Swedish International Stockholm  | Gemischtes Doppel | 1     | Peter Käsbauer / Isabel Herttrich                              |
| 2013      | St. Petersburg White Nights      | Mixed             | 1     | Peter Käsbauer / Isabel Herttrich                              |
| 2013      | St. Petersburg White Nights      | Damendoppel       | 1     | Isabel Herttrich / Carla Nelte                                 |
| 2018      | Swiss Open                       | Mixed             | 1     | Mark Lamsfuß / Isabel Herttrich                                |
| 2020      | Denmark Open                     | Mixed             | 1     | Mark Lamsfuß / Isabel Herttrich                                |
| 2022      | Europameisterschaft              | Damendoppel       | 2     | Linda Efler / Isabel Lohau                                     |
| 2022      | Europameisterschaft              | Mixed             | 1     | Mark Lamsfuß / Isabel Lohau                                    |
| 2022      | Swiss Open                       | Mixed             | 1     | Mark Lamsfuß / Isabel Lohau                                    |
| 2022      | BWF World Championships          | Mixed             | 3     | Mark Lamsfuß / Isabel Lohau                                    |

## Auszeichnungen
- Deutschlands Sportler des Monats April 2022
- BEC Female Player of the Year 2022[3]